# Goiás
Goiás [ɡoˈjas] (Kurzzeichen: GO, amtlich portugiesisch Estado de Goiás) ist ein Bundesstaat im „Mittelwesten“ (portugiesisch: Região Centro-Oeste) von Brasilien.
Seine Hauptstadt und die bevölkerungsreichste Stadt mit etwas über 1,4 Millionen Einwohnern (2022) ist Goiânia. Sie wurde ab 1933 planmäßig als Ersatz für die alte Hauptstadt Goiás Velho, vormals nur Goiás genannt, angelegt. Goiás liegt zentral in Brasilien und gliedert sich in 246 Gemeinden (port.: municípios) mit insgesamt sieben Millionen Einwohnern zum Stand der letzten Volkszählung 2022.
Goiás grenzt (im Uhrzeigersinn von Norden beginnend) an die brasilianischen Bundesstaaten Tocantins, Bahia, Minas Gerais, Mato Grosso do Sul und Mato Grosso. Der Distrito Federal mit der brasilianischen Hauptstadt Brasília wird fast vollständig vom Gebiet Goiás’ umschlossen.

## Geschichte

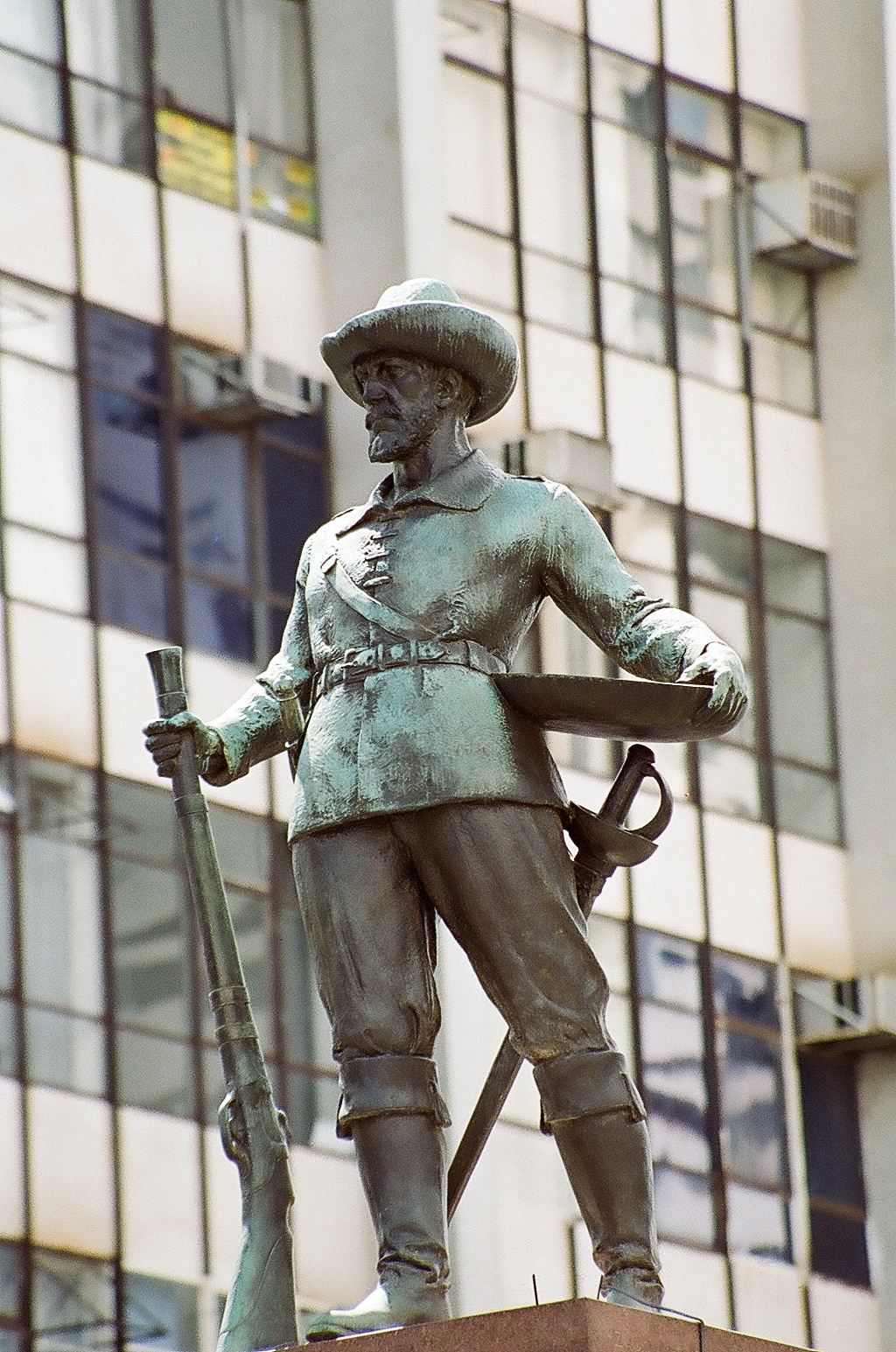
Denkmal des Bandeirante Bartolomeu Bueno da Silva in Goiânia

Der Name des Bundesstaates Goiás leitet sich ab von dem indigenen Volk Goyaz, das ursprünglich im Gebiet des Rio Vermelho lebte.
Bereits 1592 wurde in der Gegend von Goiás Velho Gold entdeckt, doch erst in der zweiten Hälfte des 18. Jahrhunderts erhielt die Suche nach dem Edelmetall einen Aufschwung durch die Entdeckung reichhaltigerer Vorkommen. 1748 wurde das Kapitanat Goiás (Capitania de Goyaz) gegründet, und löste sich damit vom Kapitanat São Paulo. 1822 wurde sie in die Provinz Goiás umgewandelt, die 1889 zum heutigen Bundesstaat wurde. 1988 wurde aus dem Staatsgebiet der nördliche Teil abgetrennt und bildet heute den Bundesstaat Tocantins.

## Flagge
Die grünen horizontalen Streifen symbolisieren wie bei der Nationalflagge die mächtigen brasilianischen Wälder und die gelben stehen für die Farbe des Goldes, das im 17. Jahrhundert in Goiás gefunden wurde. Das blaue Rechteck links oben symbolisiert den Himmel mit fünf weißen Sternen, welche das Kreuz des Südens darstellen. Die Flagge wurde am 30. Juli 1919 eingeführt.
- Siehe auch Wappen von Goiás

## Geografie
Mit einer Fläche von 340.087 km² ist Goiás der kleinste der drei Bundesstaaten im Mittelwesten (abgesehen vom Distrito Federal do Brasil) und ist damit fast so groß wie Deutschland (357.112 km²). Im Größenvergleich mit allen 26 Bundesstaaten steht Goiás mit einem Flächenanteil von 3,99 % an siebter Stelle, bevölkerungsmäßig aber erst an zwölfter Stelle. Die Bevölkerungsdichte beträgt lediglich 21 Einwohner pro km².
|                       | Die Geografie von Goiás ist zum größten Teil geprägt durch die zentrale brasilianische Hochebene (port.: planalto central) mit seinen Mittelgebirgen. Sie schließt sich westlich an das entlang der Atlantikküste verlaufende Gebirge an. Diese durch Erosion stark verwitterte Landschaft hat eine relativ geringe Höhe im Vergleich zu den Gipfeln der Mittelgebirge. Einige bekannte Hochebenen sind: \| Hochebene \| Sockelhöhe \| Mittelgebirge / Region \| max. Gipfelhöhe \| \| --------------------- \| ---------- \| ------------------------------------------------------------- \| --------------- \| \| Chapada dos Veadeiros \| ca. 1500 m \| höchster Gipfel \| 1961 m \| \| Serra Dourada \| 500 m \| Westlicher Abschluss des brasilianischen Berglandes \| 1071 m \| \| Serra dos Pireneus \| ca. 1000 m \| Picos dos Pireneus zwischen Pirenópolis & Cocalzinho de Goiás \| 1394 m \| \| Vão de Paranã \| 450–600 m \| Serra Geral de Goiás Grenze zwischen Goiás und Bahia \| ca. 1000 m \| |                                                               |                 |
| Hochebene             | Sockelhöhe | Mittelgebirge / Region                                        | max. Gipfelhöhe |
| Chapada dos Veadeiros | ca. 1500 m | höchster Gipfel                                               | 1961 m          |
| Serra Dourada         | 500 m | Westlicher Abschluss des brasilianischen Berglandes           | 1071 m          |
| Serra dos Pireneus    | ca. 1000 m | Picos dos Pireneus zwischen Pirenópolis & Cocalzinho de Goiás | 1394 m          |
| Vão de Paranã         | 450–600 m | Serra Geral de Goiás Grenze zwischen Goiás und Bahia          | ca. 1000 m      |

|  | Die Hochebene, welche sich im Südwesten von Goiás auch in den westlich anschließenden Bundesstaat Mato Grosso erstreckt, bildet durch mehrere Mittelgebirge die Wasserscheide zwischen dem Amazonasbecken im Norden und dem südlich gelegenen Flusssystem Paraná, welches via den Río de la Plata zwischen Argentinien und Uruguay in den Atlantik mündet. Im Osten grenzt Goiás an das dritte Flusssystem, den nordöstlich fließenden Rio São Francisco. Im Nordwesten von Goiás befindet sich die Araguaia-Niederung mit einer Höhe von lediglich 300 m. |

## Hydrografie

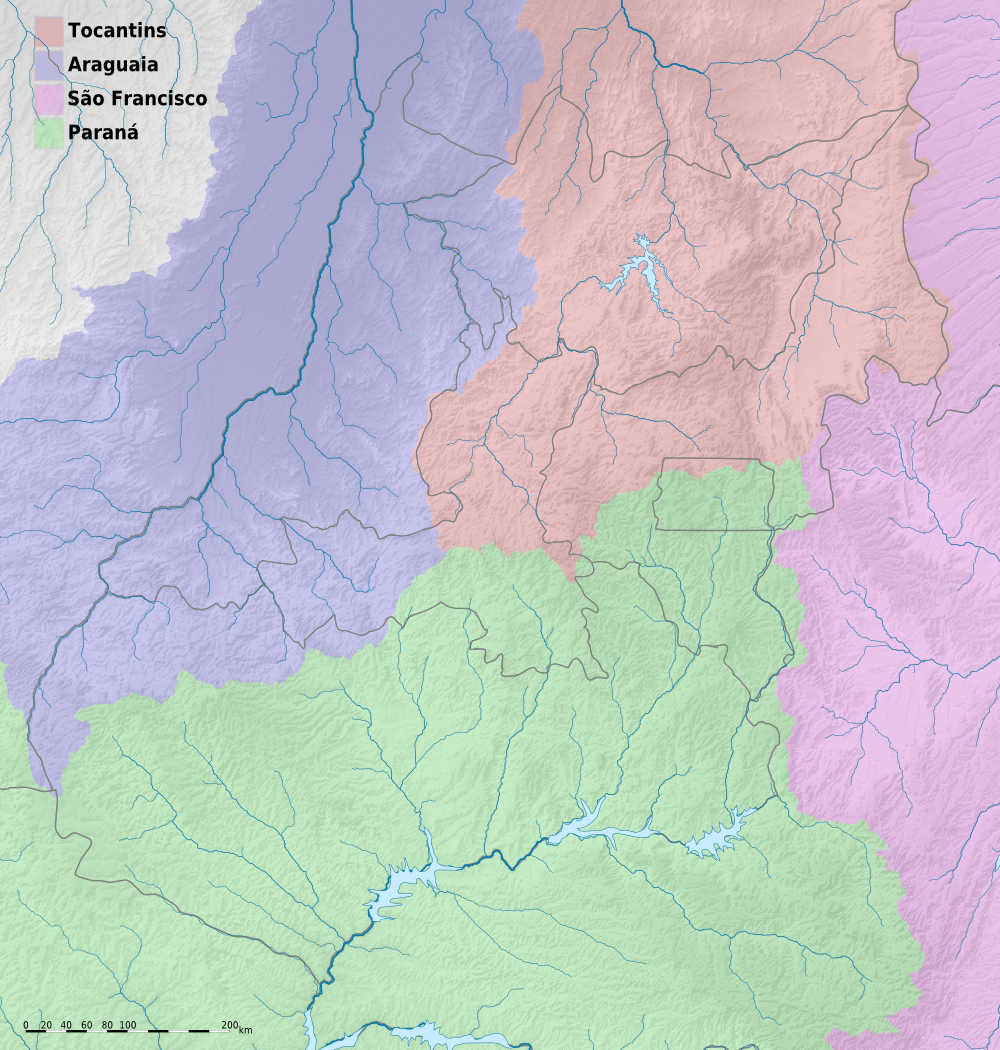
Hydrografisch grenzt Goiás an das östlich gelegene São Francisco-Becken und entwässert überwiegend in das Tocantins-Araguaia- und Paraná-Becken

Von den insgesamt zwölf hydrografischen Becken in Brasilien tangieren drei Goiás:
1. Im Westen und Norden das Tocantins/Araguaia-Becken
2. Im Süden das Río-Paraná-Becken
3. Im Osten bildet die entlang der Grenze verlaufende Bergkette Serra Geral de Goiás die Wasserscheide zum Rio-São-Francisco-Becken. Nur die Gemeinde Cabeceiras entwässert vollständig sowie der südliche Teil von Formosa und der nördliche Teil von Cristalina entwässern teilweise in das Bassin des Rio São Francisco.

| Hydrographische Becken | Einzugsgebiet (km²) | Anteil  |
| ---------------------- | ------------------- | ------- |
| Tocantins/Araguaia     | 196.500,04          | 57,63 % |
| Paraná                 | 141.350,03          | 41,46 % |
| São Francisco          | 3.117,29            | 0,91 %  |
| Total:                 | 340.967,36          | 100 %   |

### Fließgewässer

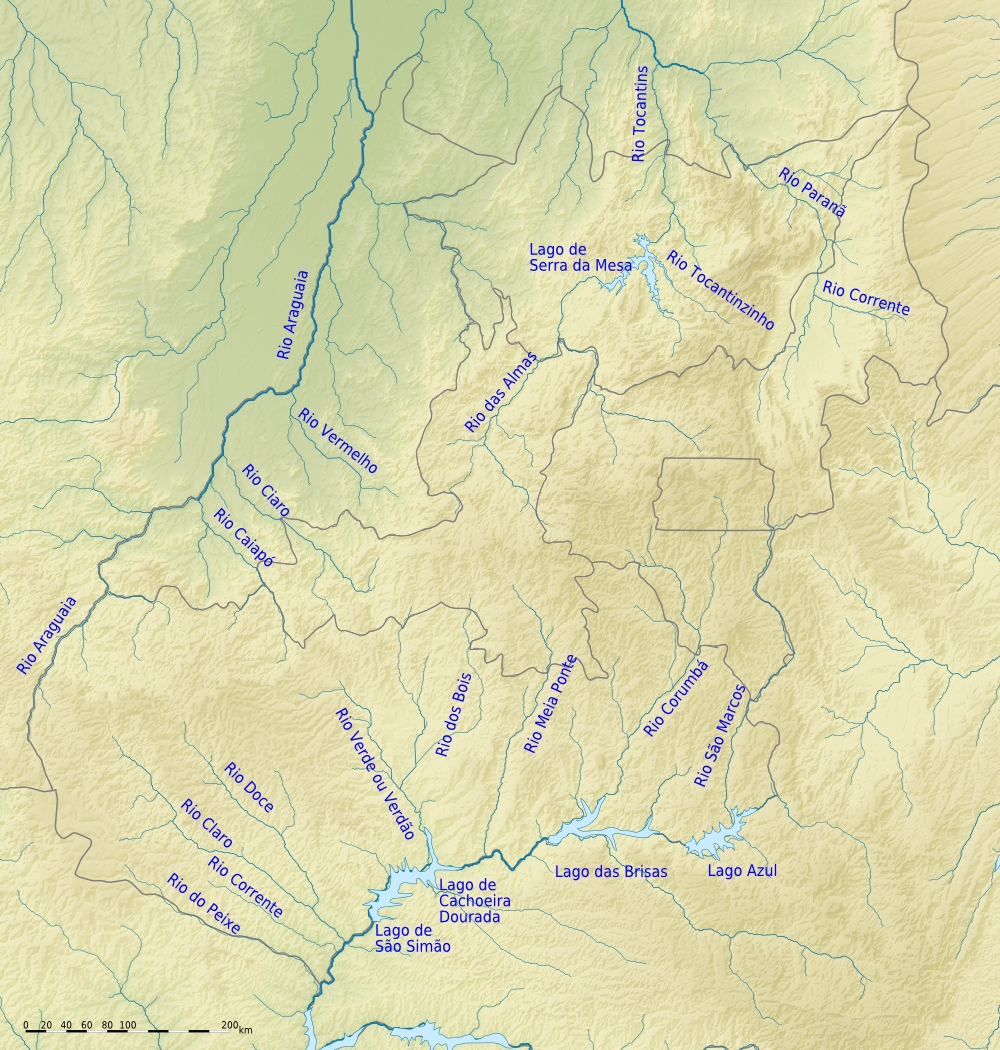
Flüsse in Goiás

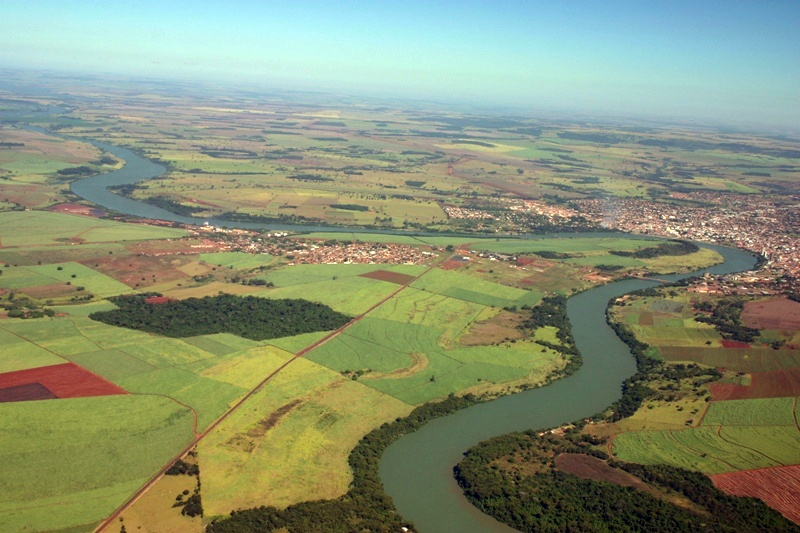
Fluss Paranaíba bei Itumbiara

Die bedeutendsten Flüsse und ihre Zuflüsse innerhalb von Goiás sind:
- Rio Tocantins
  - Rio Araguaia
    - Rio Crixás-Açu
    - Rio Vermelho

  - Rio Paranã
- Rio Paranaíba, der nach Vereinigung mit dem Rio Grande in Minas Gerais zum Paraná wird
  - Rio Meia Ponte
  - weitere rechte Zuflüsse sind: Rio Aporé, Rio dos Bois, Rio São Marcos, Rio Corumbá, Rio Claro, Rio Maranhão.

Die südwestliche Grenze zwischen Mato Grosso do Sul und Goiás wird durch den Rio Aporé (auch Rio do Peixe genannt) gebildet, der südwärts in den Rio Paranaíba fließt. Die Westgrenze von Goiás zu Mato Grosso do Sul und Mato Grosso wird durch den nordwärts fließenden Rio Araguaia markiert, ein linker Zufluss in den Rio Tocantins. Letzterer mündet südlich des Amazonasdeltas in den Südatlantik.

### Stehende Gewässer

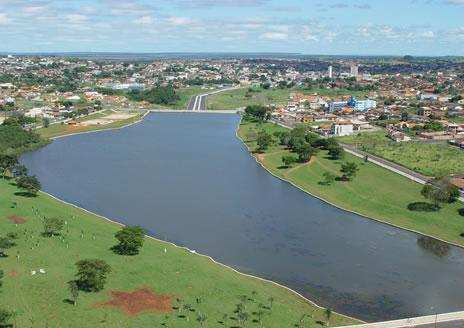
Stausee Halley, bei Catalão

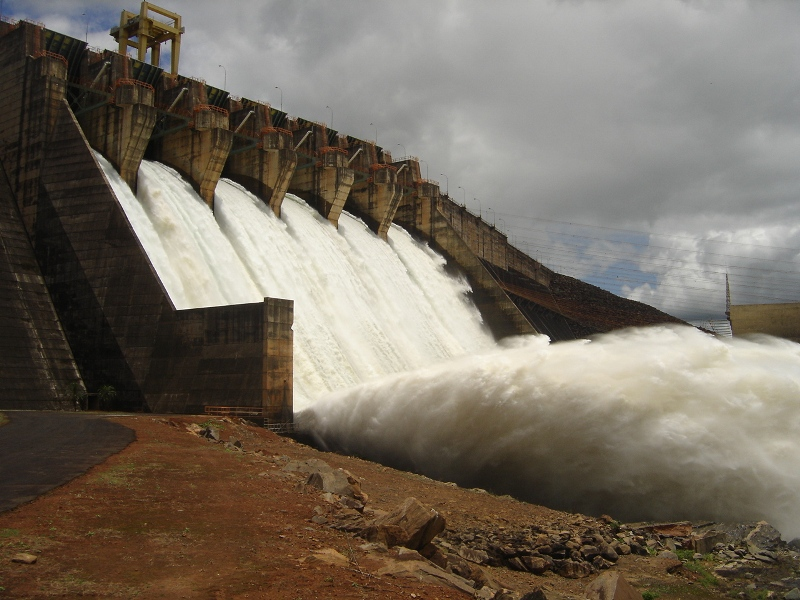
Furnas Talsperre bei Itumbiara

Goiás weist für seine Größe verhältnismäßig wenige und nur sehr kleine natürliche Seen auf. Dieses „Manko“ wurde im 20. Jahrhundert durch den Bau mehrerer Stauseen beseitigt. So gehören einige von ihnen, je nach Merkmal wie Fläche, Stauvolumen etc., zu den größten der Welt.
| Stausee                       | Länge in m   | Höhe in m | Fläche (max.) in km² | Stauvolumen (max.) in Mio. m³ | Tiefe Ø in m | Kraftwerksleistung in MW | Fließgewässer  |
| ----------------------------- | ------------ | --------- | -------------------- | ----------------------------- | ------------ | ------------------------ | -------------- |
| Serra-da-Mesa-Stausee         | 1544         | 154       | 1.784                | 54.400                        | 30,5         | 1275                     | Rio Tocantins  |
| Emborcação-Stausee            | 1611 (1507?) | 158       | 446                  | 23,644                        |              | 1192                     | Rio Paranaíba  |
| Itumbiara-Stausee             | 6780         | 106       | 778                  | 17.000                        | 21,9         | 2082                     | Rio Paranaíba  |
| Cachoeira Dourada-Stausee     |              |           |                      |                               |              |                          | Rio Paranaíba  |
| São-Simão-Stausee             | 3.600        | 127       | 722 (674 ?)          | 12.700                        |              | 1.710                    | Rio Paranaíba  |
| Represa Corumbá I             |              | 90        | 65                   | 1,5                           |              | 375                      | Rio Corumbá    |
| Represa Corumbá II            |              |           |                      |                               |              |                          | Rio Corumbá    |
| Represa Corumbá III           |              |           |                      |                               |              |                          | Rio Corumbá    |
| Represa Corumbá IV            |              | 76        | 173                  | 1.242,29                      |              | 127                      | Rio Corumbá    |
| Represa do Halley, in Catalão |              |           |                      |                               |              |                          |                |
| Represa do Rochedo            |              |           |                      |                               |              |                          | Rio Meia Ponte |

## Klima
In Goiás können trotz seiner geografischen Lage in der innertropischen Klimazone je nach Höhenlage und Dauer der Trockenperiode im Winter unterschiedliche Klimaregionen ausgemacht werden.

### Klimazone

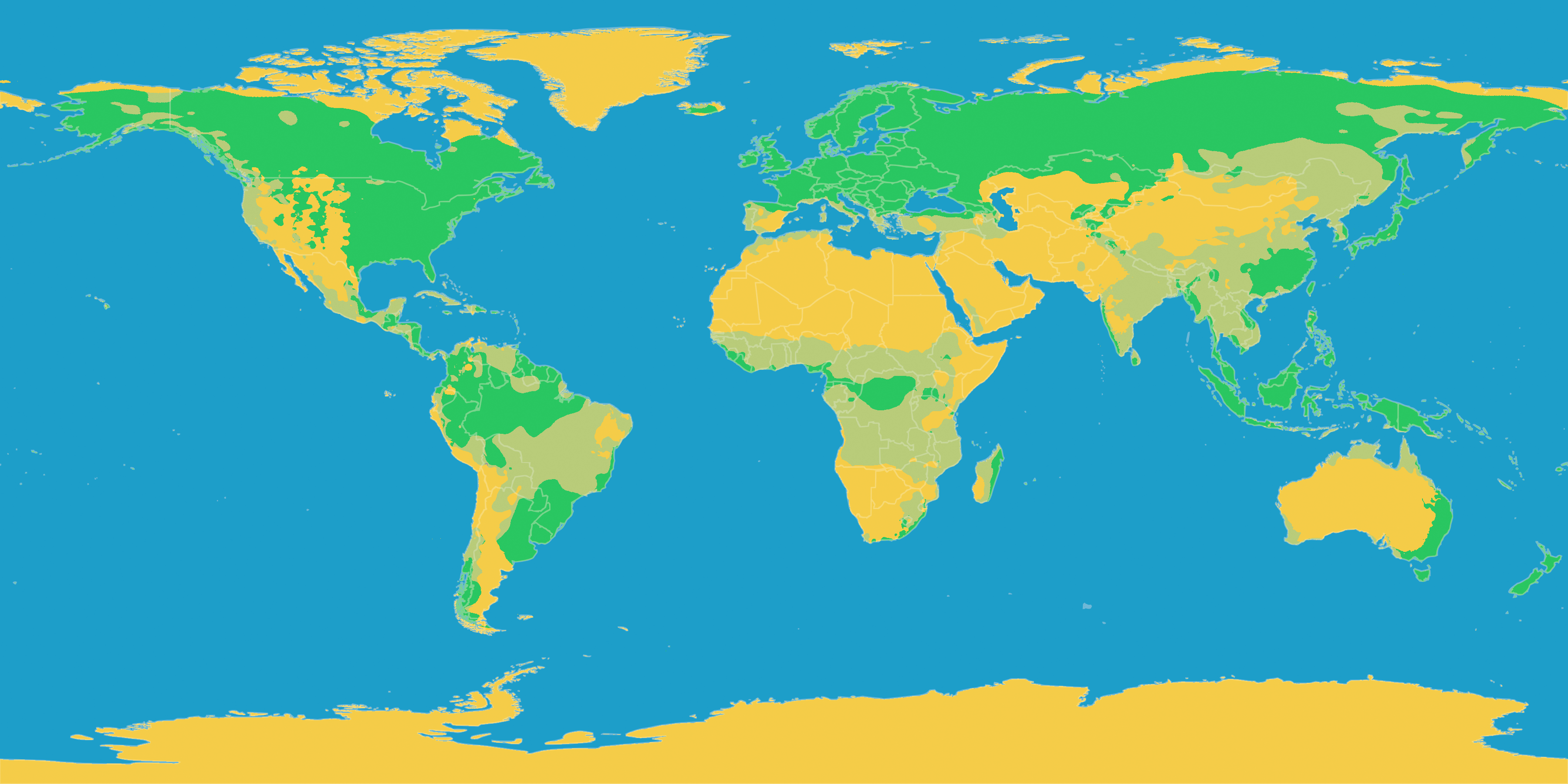
Klimazonen der Erde entsprechend ihren Feuchtigkeitswerten

Der nördlichste Punkt von Goiás liegt bei 12° 23′ 45″ Süd auf dem Gemeindegebiet von São Miguel de Araguaia. Der südlichste Punkt bei 19° 29′ 55″ Süd befindet sich auf dem Gemeindegebiet von Itajá am Rio Paranaíba. Damit liegt Goiás vollständig nördlich des südlichen Wendekreises und liegt damit innerhalb der Tropen. Die Klimazone, in der Goiás liegt, wird in Brasilien als Tropical Brasil Central („zentralbrasilianische Tropen“) bezeichnet und weist zwei klare Jahreszeiten auf: eine mehrmonatige Trockenperiode im Winter (Mai–September) und ein feuchter, regenreicher Sommer. Da die Trockenperiode kürzer als sechs Monate ist, wird dieses Klima allgemein als semihumid (halbfeucht) bezeichnet.

### Klimawerte
| Jährliche Klimawerte         | Gebiet:             | Gebiet:                    |
| Jährliche Klimawerte         | West- und Süd-Goiás | Zentral- und Nordost-Goiás |
| ---------------------------- | ------------------- | -------------------------- |
| Durchschnittliche min. Temp. | 15–18 °C            | 15–18 °C                   |
| Durchschnittliche max. Temp. | 31–34 °C            | 28–31 °C                   |
| durchschn. Temp.             | 24–26 °C            | 22–24 °C                   |
| Luftfeuchtigkeit:            | 70–75 %             | 60–70 %                    |
| Jährliche Sonnenscheindauer: | 2200–2500 Std.      | 2500–2800 Std.             |
| Niederschlagsmenge:          | 1500–1800 mm        | 1500–1800 mm               |

Auswirkungen eines starken Regens in Goiânia und nicht etwa einer Flussüberschwemmung

In höheren Lagen und/oder während der kälteren Jahreszeit im Winter können die Temperaturen in der Nacht auch mal in den einstelligen Bereich fallen.

### Klimaregionen in Goiás
Die Trockenperiode dauert vier bis fünf Monate in Goiás (halbfeuchte Region), mit der Ausnahme des Gebietes im südwestlichen Teil von Goiás (südwestlich von Rio Verde), wo die Trockenperiode nur drei Monate dauert (feuchte Region).
| Gebiete | Gebiete | Höhe        | Temperatur                       | Dauer der Trockenperiode | Jährliche Niederschlagsmenge |
| --- | --- | ----------- | -------------------------------- | ------------------------ | ---------------------------- |
| Niederungen: Überwiegender Teil von Nordwest-Goiás, Nord-Goiás und daneben Flusstäler wie bspw. Meia Ponte, Rio Paranã | Niederungen: Überwiegender Teil von Nordwest-Goiás, Nord-Goiás und daneben Flusstäler wie bspw. Meia Ponte, Rio Paranã | unter 500 m | über 18 °C (heiß, port.: quente) | 4–5 Monate halbfeucht    | 1500–1800 mm                 |
| Hochebene und Mittelgebirge: Anápolis, Distrito Federal und Umgebung                                                   | Hochebene und Mittelgebirge: Anápolis, Distrito Federal und Umgebung | 500–1700 m  | 15–18 °C (subquente)             | 4–5 Monate halbfeucht    | 1500–1800 mm                 |
| Ausnahme: | |             |                                  |                          | 1500–1800 mm                 |
| Südwestlich von Rio Verde                                                                                              | Im extremen Südwesten von Goiás (Caçu, Gouvelândia, Itajá, Itarumã, Lagoa Santa, Paranaiguara, Quirinópolis, São Simão) und entlang der Flussebene des Rio dos Bois (Castelândia, Gouvelândia, Inaciolândia, Turvelândia): | unter 500 m | über 18 °C (quente)              | 3 Monate feucht          | 1500–1800 mm                 |
| Südwestlich von Rio Verde                                                                                              | dito, aber in Höhenlage: | über 500 m  | 15–18 °C (subquente)             | 3 Monate feucht          | 1500–1800 mm                 |

## Flora und Fauna

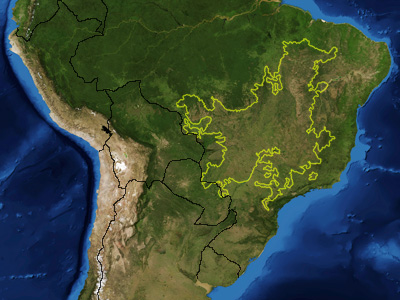
Cerrado-Gebiet in Brasilien

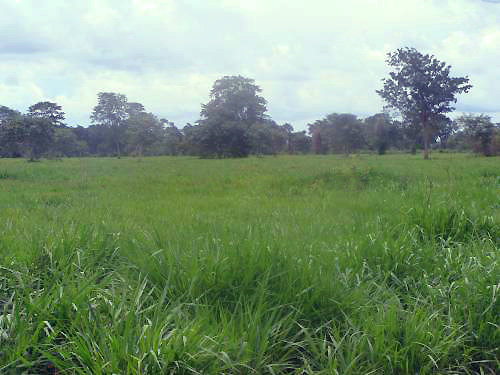
Typische üppige Cerrado-Vegetation während der Regenperiode in Britânia-Goiás

Durch das periodisch trockene Klima herrscht in Goiás eine dafür typische Savannen-Vegetation vor, die in Brasilien Cerrado genannt wird und somit die Cerrado-Ökoregion bilden mit einer sehr artenreichen Fauna. Noch heute werden in Goiás neue Spezien entdeckt.
Dieses einzigartige, vielfältige Ökosystem versucht man in jüngster Zeit durch das Anlegen von Parks zu schützen und durch Förderung eines naturnahen Tourismus (Ökotourismus) zu nutzen.
Nationalparks
- Nationalpark Chapada dos Veadeiros

Dieser Nationalpark ist berühmt für die Vielfalt seiner Landschaft und den Reichtum seiner Flora und Fauna. Bestehend seit 1. November 1961, 600 km², bei Alto Paraíso de Goiás
- Nationalpark Emas

Dieser Nationalpark im zentralbrasilianischen Bergland wurde 1961 eingerichtet und 2001 gemeinsam mit der Chapada dos Veadeiros zum Weltnaturerbe der UNESCO erklärt. Emas sind flugunfähige Laufvögel, ähnlich dem afrikanischen Strauß (vgl. Nandus). Bestehend seit 1. November 1974, 1318,68 km², bei Mineiros.
Staatliche Schutzgebiete
- Altamiro de Moura Pacheco

seit 3. Juli 1992, 41,23 km², bei Goiânia
- Serra de Caldas Novas

Seit 1970, 123 km², bei Caldas Novas
- Paraúna

32,5 km²
- Parque Estadual da Serra dos Pireneus mit dem Pico dos Pireneus

9,01 km², bei Pirenópolis
- Terra Ronca

In São Domingos, seit 7. Juli 1989, 5000 km². Schutzgebiet in der Serra Geral de Goiás, welches Goiás von Bahia trennt. Sehenswerte Wasserfälle und Höhlen.
Naturschutzgebiete (port.: APA: Área de proteção ambiental):
- Bacia do Rio Descoberto in DF und GO (1983)

In Águas Lindas de Goiás und Brazlândia mit dem Stausee Rio Descoberto DF
- Meandros do Rio Araguaia in Nova Crixás (1998)

Am Rio Araguaia gelegenes Naturschutzgebiet mit einigen bedrohten oder in der Region verschwundenen Tierarten. Zu sehen sind Tierarten wie: Arrauschildkröte, Sotalia (Delfin), Sumpfhirsch, Pampashirsch, Brauner Brüllaffe, Neotropischer Fischotter, Ozelot, Jaguar und sogar Schwarze Kaimane
- Quellgebiet des Rio Vermelho um Goiás Velho (2001)

Bekannt für Felsklettern, Bergsteigen und Höhlenbesichtigung in der Serra Dourada

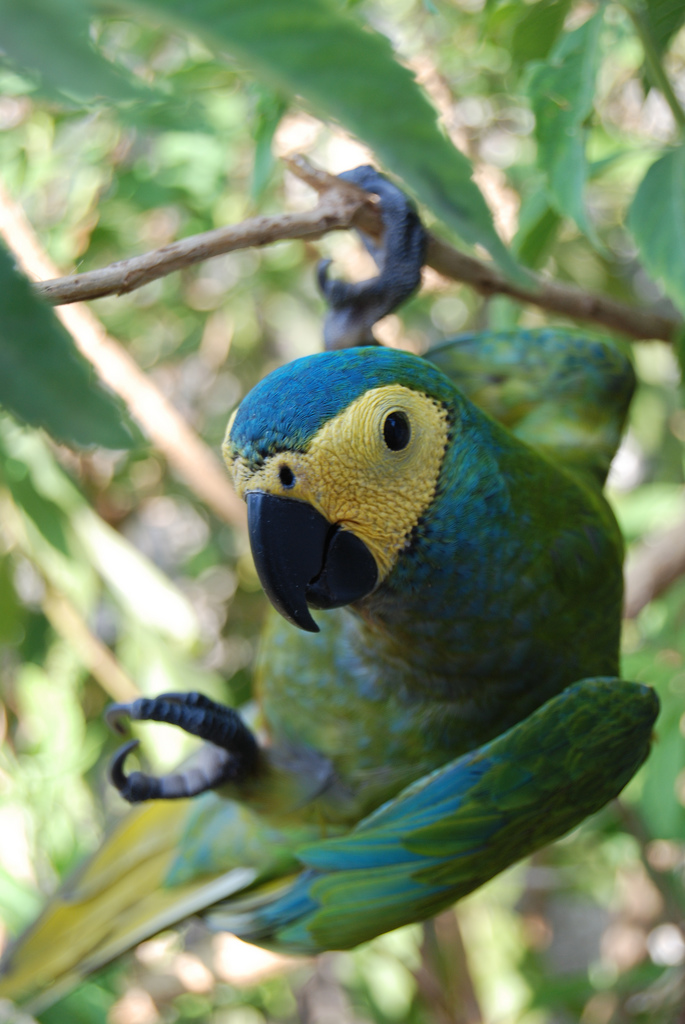
Ara (Orthopsittaca manilata) in Goiânia, Brazil.
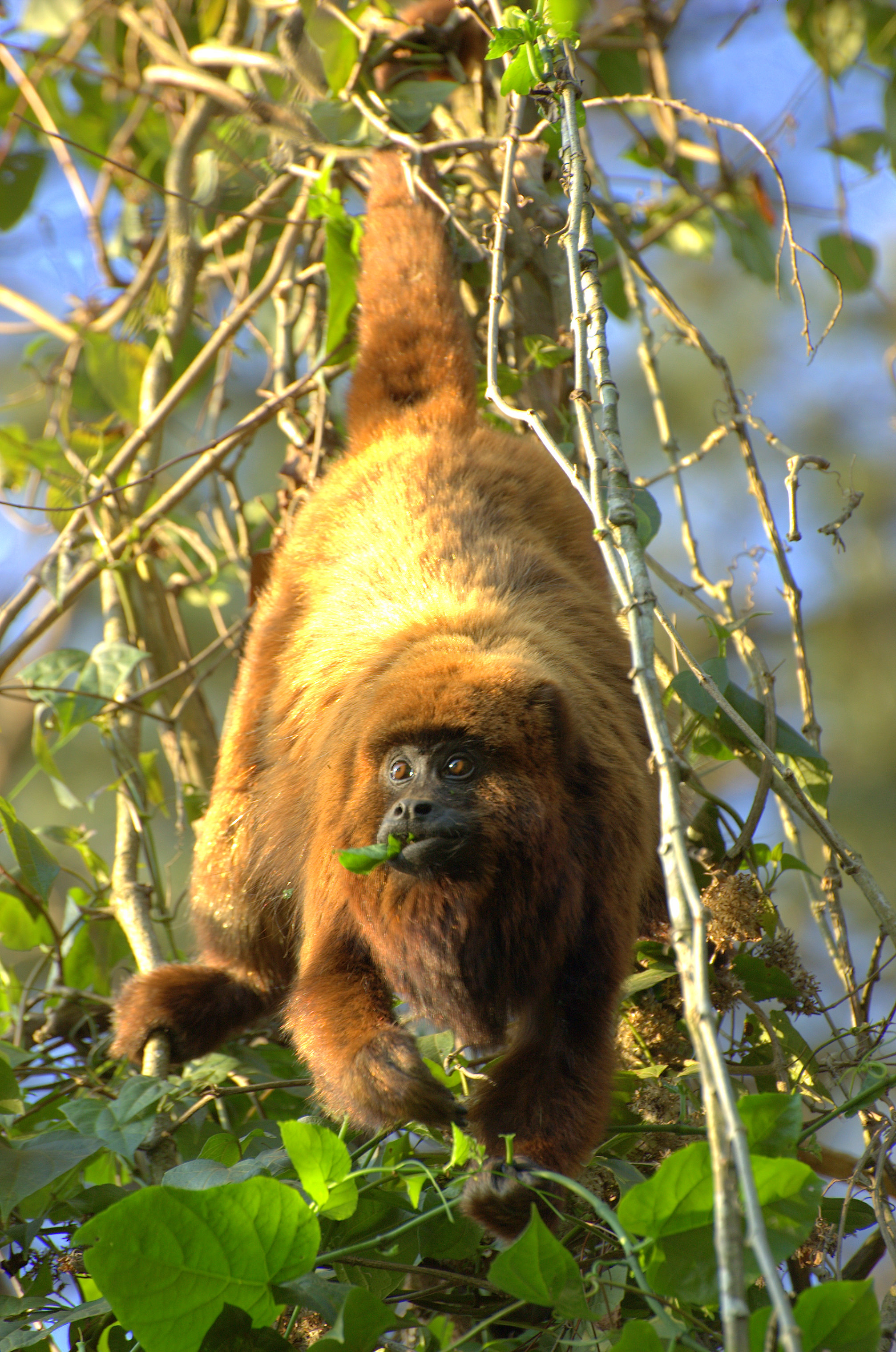
Brauner Brüllaffe (Alouatta fusca)
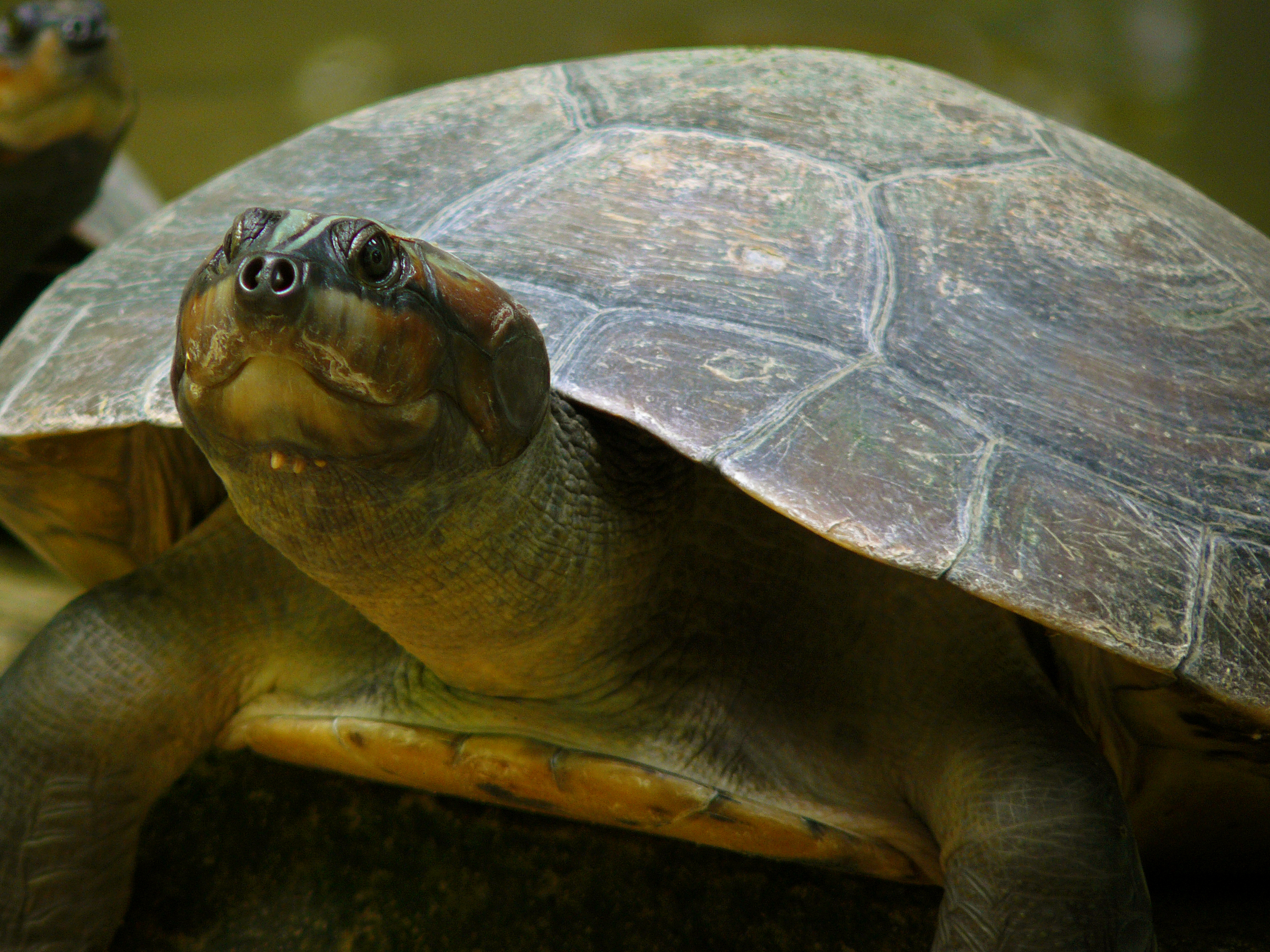
Arrauschildkröte (Podocnemis expansa)

## Gliederung

### Mesoregionen

Mesoregionen in Goiás

Vom brasilianische Institut für Geografie und Statistik (IBGE) war Goiás von 1989 bis 2017 zu geostatistischen Zwecken in fünf Mesoregionen und 18 Mikroregionen unterteilt. Die Mesoregionen waren:
1. Nord-Goiás
2. Nordwest-Goiás
3. Ost-Goiás
4. Zentral-Goiás
5. Süd-Goiás

Die 18 geostatistischen Mikroregionen bildeten sich aus den 246 politische Gemeinden, den municípios, die jeweils gemeinsame wirtschaftliche und soziale Bedingungen aufweisen.
Siehe auch: Mesoregionen und Mikroregionen in Goiás

### Städte
Die zwanzig größten Städte, von insgesamt 246 Gemeinden, mit mehr als 50.000 Einwohnern per Census 2010 in Goiás im wirtschaftlichen Vergleich:
| Stadt                       | Einwohner | Fläche (km²) | Einw./km²  | BIP 2007 (1.000 R$) | BIP 2007 Rang in GO | BIP pro Kopf (R$) | BIP pro Kopf Rang in GO |
| --------------------------- | --------- | ------------ | ---------- | ------------------- | ------------------- | ----------------- | ----------------------- |
| Goiânia                     | 1.301.982 | 739          | 1.761,8    | 17.867.338          | 1                   | 14.355            | 33                      |
| Aparecida de Goiânia        | 455.735   | 288          | 1.582,4    | 3.082.081           | 4                   | 6.484             | 171                     |
| Anápolis                    | 335.032   | 918          | 364,9      | 4.681.250           | 2                   | 14.380            | 32                      |
| Luziânia                    | 174.546   | 3.962        | 44,1       | 1.628.876           | 7                   | 8.309             | 111                     |
| Rio Verde                   | 176.502   | 8.388        | 21,2       | 3.083.919           | 3                   | 20.645            | 16                      |
| Águas Lindas de Goiás       | 159.505   | 191          | 835,1      | 399.113             | 23                  | 3.026             | 246                     |
| Valparaíso de Goiás         | 132.947   | 60           | 2.215,8    | 492.308             | 20                  | 4.302             | 233                     |
| Trindade                    | 104.506   | 713          | 146,6      | 580.929             | 17                  | 5.959             | 195                     |
| Formosa                     | 100.084   | 5.807        | 17,2       | 561.334             | 19                  | 6.222             | 181                     |
| Itumbiara                   | 92.942    | 2.461        | 37,8       | 1.537.323           | 8                   | 17.448            | 21                      |
| Novo Gama                   | 95.013    | 192          | 494,9      | 277.530             | 37                  | 3.321             | 243                     |
| Jataí                       | 88.048    | 7.174        | 12,3       | 1.329.999           | 9                   | 16.225            | 26                      |
| Catalão                     | 86.597    | 3.778        | 22,9       | 2.909.021           | 5                   | 38.467            | 6                       |
| Planaltina                  | 81.612    | 2.539        | 32,1       | 293.226             | 33                  | 3.839             | 240                     |
| Senador Canedo              | 84.399    | 245          | 344,5      | 2.036.085           | 6                   | 28.856            | 9                       |
| Caldas Novas                | 70.463    | 159          | 443,2      | 640.609             | 13                  | 10.299            | 73                      |
| Santo Antônio do Descoberto | 63.166    | 938          | 67,3       | 182.400             | 53                  | 3.279             | 245                     |
| Goianésia                   | 59.545    | 1.548        | 38,5       | 578.375             | 18                  | 10.749            | 62                      |
| Cidade Ocidental            | 55.883    | 388          | 144,0      | 175.461             | 57                  | 3.611             | 242                     |
| Mineiros                    | 52.964    | 8.896        | 6,0        | 622.824             | 14                  | 13.783            | 35                      |
| Tab.-Total / -Durchschnitt: | 3.718.507 | 40.488       | 91,8       | 42.336.551          | n/a                 | 11.407            | n/a                     |
| Vergleichswerte von Goiás:  | 6.004.045 | 340.087      | 17,6       | 65.210.147          | n/a                 | 11.548            | n/a                     |
| Anteil (Abweichung):        | 61,9 %    | 11,9 %       | (+520,2 %) | 64,9 %              | n/a                 | (−1,2 %)          | n/a                     |

Auffallend ist:
- Dass bei knapp der Hälfte der größten Städte das BIP pro Kopf zu den unterdurchschnittlichen in Goiás gehört. Die überwiegende Anzahl davon gehören gar zu den schlechtesten Gemeinden (Fünf Gemeinden auf den letzten sechs Plätzen!).
- Fünf der zehn schwächsten Gemeinden gehören zu den größten Gemeinden, was wohl auch auf die in den vergangenen Jahren feststellbare zunehmende Landflucht zurückzuführen sein dürfte.
- Nur zwei Gemeinden gehören zu den Top Ten in Bezug auf das BIP pro Kopf.

Siehe auch:
- Liste der Gemeinden in Goiás
- Tabelle der Meso- und Mikroregionen in Goiás

## Politik
Amtierender Gouverneur ist seit den Wahlen in Brasilien 2018 Ronaldo Caiado von den Democratas (DEM). Er wurde bei der Gouverneurswahl in Goiás 2022 für die Partei União Brasil für die Amtszeit von 2023 bis 2027 wiedergewählt. Amtssitz der Exekutive ist seit 1937 der Palácio das Esmeraldas in Goiânia.
Die Legislative liegt bei 41 gewählten Abgeordneten der Legislativversammlung von Goiás.
Der Staat ist mit 17 Bundesabgeordneten in der Abgeordnetenkammer des Nationalkongresses vertreten und entsendet drei Senatoren in den Bundessenat.

## Bevölkerung

### Bevölkerungsentwicklung
| Jahr | Einwohner | Stadt     | Land      |
| --- | --------- | --------- | --------- |
| 1940 | 826.414   |           |           |
| 1950 | 1.214.921 | 246.000   | 969.000   |
| 1960 | 1.913.289 | 575.000   | 1.338.000 |
| 1970 | 2.938.677 | 1.237.000 | 1.702.000 |
| 1980 | 3.860.174 | 2.401.000 | 1.459.000 |
| 1991 | 4.018.903 | 3.248.000 | 771.000   |
| 2000 | 5.003.228 | 4.397.000 | 607.000   |
| 2010 | 6.003.788 | 5.421.000 | 583.000   |
| 2022 | 7.056.495 | ?         | ?         |
| Hier fehlt eine Grafik, die leider im Moment aus technischen Gründen nicht angezeigt werden kann. Wir arbeiten daran! |           |           |           |

Quelle:IMB

## Wirtschaft
Gemessen am Bruttoinlandsprodukt (BIP) liegt Goiás mit einem brasilianischen Anteil von 2,45 % an neunter Stelle. Das BIP pro Kopf liegt bei 11.548 R$.

### Landwirtschaft
Goiás ist ein bedeutender Erzeuger von Getreide, Hülsenfrüchte und Ölsaaten und liegt damit an vierter Stelle in Brasilien nach Paraná, Mato Grosso und Rio Grande do Sul. Den Spitzenplatz nimmt Goiás bei Tomaten und Sorghumhirse ein, bei Knoblauch liegt es nur hinter Minas Gerais, den dritten Platz wird belegt mit Baumwolle und Sonnenblumen, dies obwohl die Anbaufläche 2009 bei letzteren auf ein Drittel des Vorjahres reduziert wurde. Weitere wichtige Erzeugnisse sind Zuckerrohr, Soja und Mais.

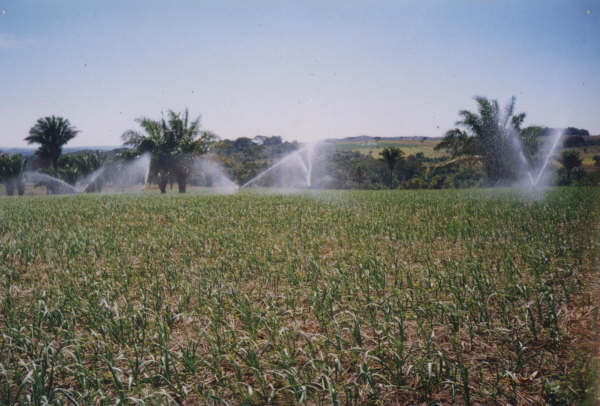
Knoblauch-Plantage in Goiás
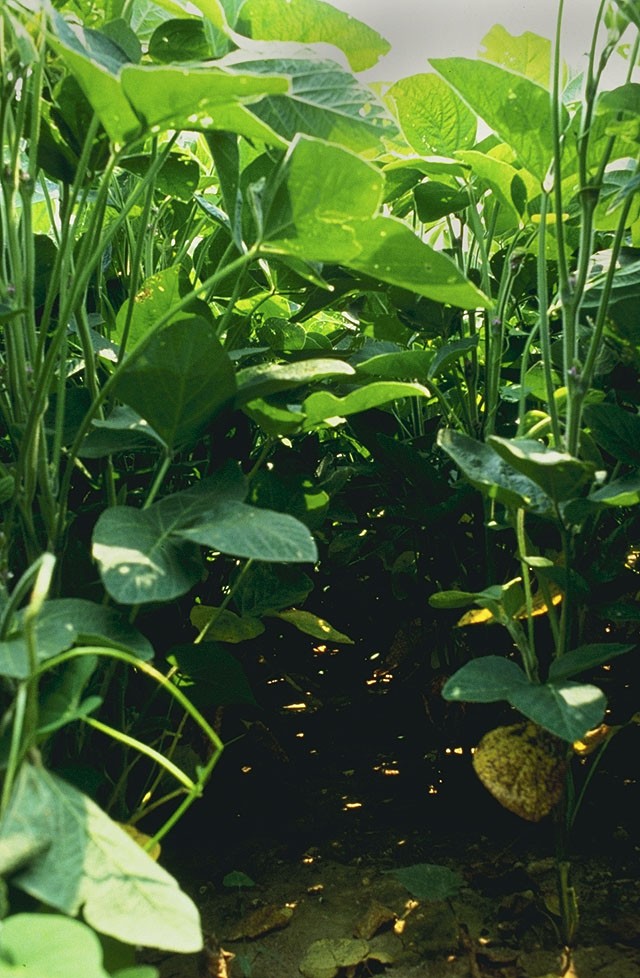
Soja
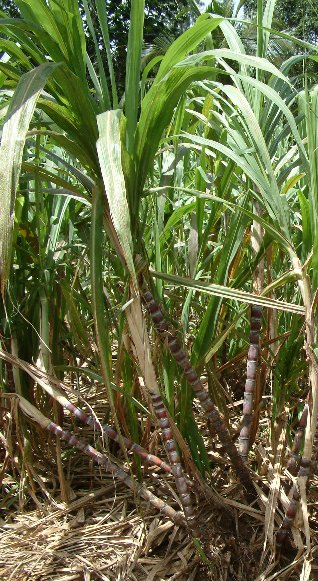
Zuckerrohrpflanze

Der Ertragsvergleich zwischen Goiás und Brasilien in nachstehender Tabelle zeigt, dass der Ertrag in kg/ha in Goiás überwiegend höher ist als der durchschnittliche Ertrag in Brasilien (Vergleich der Spalten Ertrag (kg/ha) mit BRA-Ertrag (kg/ha)).

#### Agrarproduktion 2009 in Goiás
| Anbauprodukt            | Erntefläche (ha) | Erntemenge (t) | Ertrag (kg/ha) | BRA-Anteil Fläche (%) | BRA-Anteil Ernte (%) | BRA-Ertrag (kg/ha) | Ertrags- vergleich (%) | Rang in BRA |
| ----------------------- | ---------------- | -------------- | -------------- | --------------------- | -------------------- | ------------------ | ---------------------- | ----------- |
| Ananas (in 1.000 Stück) | 2.060            | 49.304         | 23.934         | 3,6                   | 3,4                  | 25.751             | −7,1                   | 8           |
| Bananen                 | 13.290           | 171.695        | 12.919         | 2,6                   | 2,4                  | 13.924             | −7,2                   | 9           |
| Baumwolle               | 54.870           | 227.307        | 4.143          | 6,8                   | 7,7                  | 3.623              | +14,4                  | 3           |
| Bohnen                  | 113.930          | 261.929        | 2.299          | 2,8                   | 7,5                  | 842                | +173,0                 | 6           |
| Kaffee                  | 8.770            | 18.502         | 2.110          | 0,4                   | 0,8                  | 1.139              | +85,3                  | 7           |
| Kartoffeln              | 5.570            | 232.250        | 41.697         | 4,0                   | 6,7                  | 24.654             | +69,1                  | 6           |
| Knoblauch               | 1.650            | 21.260         | 12885          | 17,1                  | 24,1                 | 9.464              | +36,1                  | 2           |
| Mais                    | 898.015          | 4.937.847      | 5.477          | 6,5                   | 9,7                  | 3.704              | +47,9                  | 4           |
| Maniok                  | 21.090           | 331.786        | 15.732         | 1,1                   | 1,2                  | 14.077             | +11,8                  | 20          |
| Orangen                 | 6.725            | 122.288        | 18.184         | 0,8                   | 0,7                  | 22.008             | −17,4                  | 7           |
| Reis                    | 102.945          | 252.582        | 2.454          | 3,6                   | 2,0                  | 4.366              | −44,2                  | 7           |
| Soja                    | 2.315.890        | 6.808.587      | 2.940          | 10,7                  | 11,9                 | 2.624              | +12,0                  | 4           |
| Sonnenblumen            | 4.940            | 6.718          | 1.360          | 6,7                   | 7,0                  | 1.945              | −30,1                  | 3           |
| Sorghum                 | 302.715          | 758.667        | 2.506          | 38,5                  | 41,2                 | 2.338              | +7,2                   | 1           |
| Tomaten                 | 18.110           | 1.405.996      | 77.636         | 27,6                  | 33,6                 | 63.739             | +21,8                  | 1           |
| Weizen                  | 22.440           | 84.472         | 3.764          | 0,9                   | 1,7                  | 2.040              | +84,5                  | 6           |
| Zuckerrohr              | 522.985          | 44.064.470     | 84.256         | 6,1                   | 6,4                  | 79.691             | +5,7                   | 4           |
| TOTAL:                  | 4.411.055        |                |                | 8,1                   | 9,9                  |                    |                        |             |

### Industrie

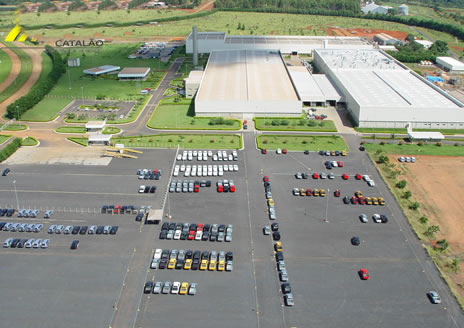
Mitsubishi in Catalão

In Goiás werden u. a. Kohle, Kies, Phosphaterz, Nickel und Gold abgebaut.
Wichtige Industrien sind die Agrarchemie, Lebensmittelindustrie, Metallverarbeitung, Möbel- und holzverarbeitende Industrie, sowie Bekleidungsindustrie.

### Dienstleistungssektor

#### Tourismus

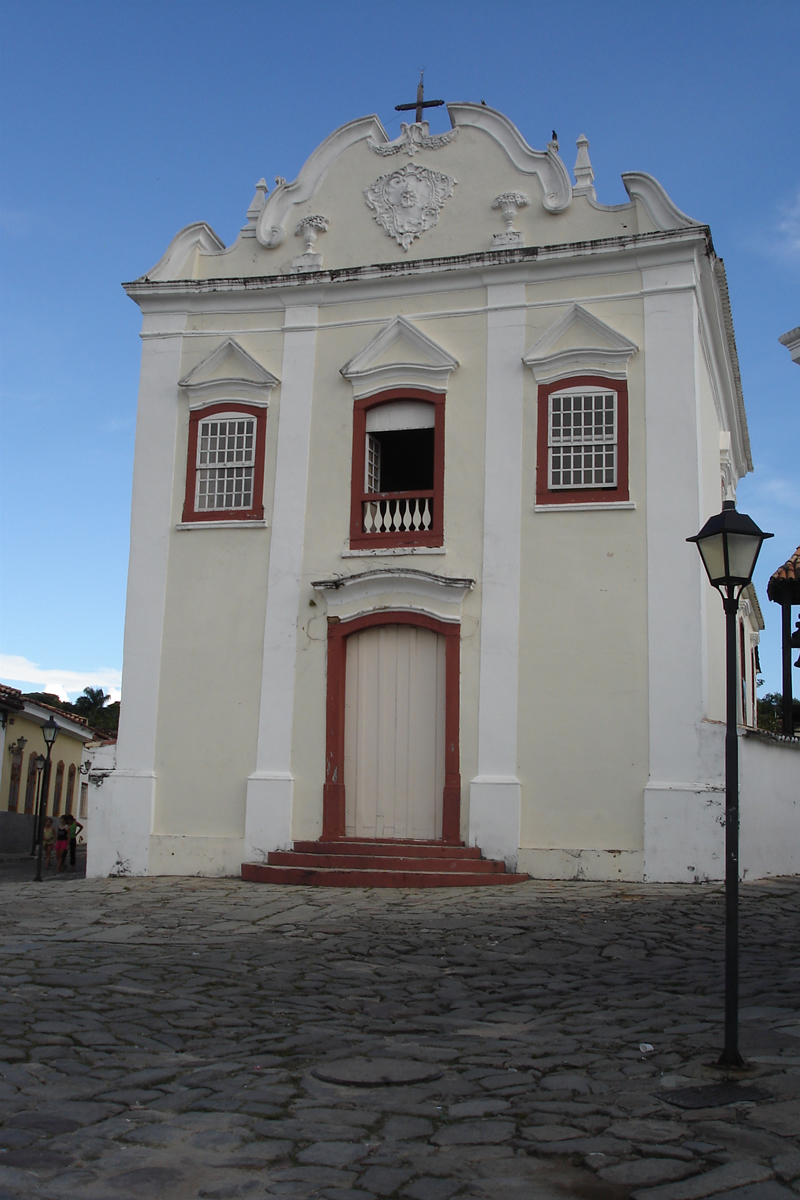
Kirche Boa Morte in Goiás Velho

Bekannte touristische Ziele sind:
- Goiás Velho

Bis 1937 die ehemalige Hauptstadt von Goiás. 2001 wurde das historische Zentrum mit vielen barocken Bauten aus dem 18. Jahrhundert in die UNESCO-Weltkulturerbeliste aufgenommen.
- Pirenópolis

Pirenópolis ist eine malerische Stadt im Inneren des Staates Goiás, berühmt für seine vielen Naturschönheiten, gut erhaltenen Herrenhäuser aus der Kolonialzeit und seinen steilen gepflasterten Straßen.
- Caldas Novas

Ein landesweit beliebter Badeort mit natürlichen Thermalquellen.
Beliebte Badeorte während der Trockenzeit (Juni, Juli) sind:
- Aruanã
- São Miguel do Araguaia